# Crumomyia nitida
Crumomyia nitida – gatunek muchówki z rodziny Sphaeroceridae i podrodziny Copromyzinae.
Gatunek ten opisany został w 1830 roku przez Johanna Wilhelma Meigena jako Borborus nitida.
Muchówka o błyszczącym ciele długości od 4 do 5 mm. Głowa jej charakteryzuje się brakiem szczecinek zaciemieniowych oraz obecnością na każdym policzku oprócz wibrys jednej długiej dwóch szczecinki. Na sternopleurach brak opylenia, natomiast występuje ona na górnej części mezopleurów, hypopleurach i pteropleurach. Na mezopleurach obecne są poprzeczne pasy, a sternopleury mają po trzy długie i blisko siebie osadzone szczecinki. Skrzydła są w pełni wykształcone. Barwa odnóży jest czarna. Środkowa para odnóży ma grzbietową powierzchnię goleni zaopatrzoną w szczecinki dorsalne oraz rząd 3–6 szczecinek anterodorsalych. Tylna para odnóży pozbawiona jest szczecinek anterowentralnych pośrodku goleni. U samca para ta cechuje się ponadto dużym zębem u nasady uda, nieco zakrzywioną i pogrubioną ostrogą goleni oraz obecnością długich włosków na pierwszym członie stopy.
Owad znany z Portugalii, Hiszpanii, Islandii, Irlandii, Wielkiej Brytanii, Francji, Belgii, Holandii, Niemiec, Danii, Szwecji, Norwegii, Finlandii, Szwajcarii, Austrii, Włoch, Polski, Litwy, Łotwy, Estonii, Czech, Słowacji, Węgier, Serbii, Czarnogóry, Albanii, Rumunii, Bułgarii, europejskiej części Rosji i Kaukazu.